# アドルファス (ケンブリッジ公)
ケンブリッジ公爵アドルファス王子（Prince Adolphus, Duke of Cambridge KG GCB GCMG GCH PC、1774年2月24日 – 1850年7月8日）は、イギリスの王族。ケンブリッジ公。

## 生涯
イギリス王ジョージ3世と王妃シャーロット・オブ・メクレンバーグ＝ストレリッツの七男として、1774年2月24日にバッキンガム宮殿で誕生した。キューで教育を受けた後、1786年にドイツのゲッティンゲン大学に進学した。同年6月2日、ガーター勲章を授与された。
1793年に大佐としてハノーファー軍に入隊、1798年に中将に昇進した。1803年にイギリス陸軍に転じ、新設のキングズ・ジャーマン軍団（en:King's German Legion）の司令官となった。1808年4月に（1803年9月に昇進した扱いとして）陸軍大将に昇進、1813年11月には陸軍元帥に進む。1805年から1850年に死去するまでコールドストリームガーズ隊長を務めた。
1801年11月27日、父王によってケンブリッジ公爵、アイルランドにおけるティペラリー伯爵、ノース・ブリテンにおけるカロデン男爵の称号を授けられた。いずれも連合王国貴族の爵位だったが、『完全貴族名鑑』によれば、アイルランド貴族とスコットランド貴族風を出すために「アイルランドにおける」「ノース・ブリテンにおける」（ノース・ブリテンはスコットランドを指す）といった土地指定がなされた。1802年2月3日に枢密顧問官に任命され、1811年から1814年までセント・アンドルーズ大学総長を務めた。
1815年1月2日にバス勲章ナイト・グランド・クロスを、同年8月12日にロイヤル・ゲルフ勲章ナイト・グランド・クロスを、1825年6月20日に聖マイケル・聖ジョージ勲章ナイト・グランド・クロスを授与され、同時に聖マイケル・聖ジョージ騎士団グランド・マスターに就任した。ほかにもプロイセン王国から黒鷲勲章を授与され、1844年にロシア帝国から聖アンドレイ勲章を授与された。
1817年、兄の摂政王太子ジョージ（のちのジョージ4世）の一人娘シャーロット・オーガスタ・オブ・ウェールズが産褥で急死した。当時、ジョージ4世以外の6人の兄弟たちは全員独身であった。王位継承者を作るため、ある者は長年の愛人との関係を断ち、配偶者選びを始めて競うように結婚した。そんな中、末弟のアドルファスは、1818年5月7日にヘッセン＝カッセル家のオーガスタ（アウグステ・フォン・ヘッセン＝カッセル）と結婚した。
選帝侯領から王国に昇格したハノーファーでは1816年11月から1837年6月まで副王を務めた。政治ではトーリー党穏健派に属し、『完全貴族名鑑』はケンブリッジ公爵がハノーファーを「賢明に統治した」（he governed Hanover judiciously as Viceroy）と評した。1837年、姪ヴィクトリア女王が即位すると、123年ぶりにイギリスはハノーファーとの同君連合を解消した（ハノーファー王国は女子の継承権を認めないため）。アドルファスの兄アーネストがハノーファー王となったことから、彼は家族を連れて帰国した。
1847年から1850年に死去するまで大英博物館理事を務めた。
1850年7月8日、アドルファスはピカデリーのケンブリッジ・ハウスで死去し、ウィンザー城内のセント・ジョージズ礼拝堂へ埋葬された。

## 家族
1818年5月7日、アウグステ・フォン・ヘッセン＝カッセル（1797年7月25日 – 1889年4月6日、ヘッセン＝カッセル＝ルンペンハイム方伯フリードリヒの娘）と結婚した。
- ジョージ（1819年3月26日 - 1904年3月17日） - 第2代ケンブリッジ公[1]
- オーガスタ（1822年 - 1916年） - メクレンブルク＝シュトレーリッツ大公フリードリヒ・ヴィルヘルム妃
- メアリー・アデレード（1833年 - 1897年） - テック公フランツ・フォン・テックの妻。ジョージ5世妃メアリー・オブ・テックの母。

## 関連図書
- Adolf Schaumann (1875). "Adolphus Frederick, Königlicher Prinz von Großbritannien". Allgemeine Deutsche Biographie (ドイツ語). Vol. 1. Leipzig: Duncker & Humblot. pp. 103–105.
- Grant, Arthur Henry (1885). "Adolphus Frederick" . In Stephen, Leslie (ed.). Dictionary of National Biography (英語). Vol. 1. London: Smith, Elder & Co. pp. 139–140.
- Palmer, Alan (21 May 2009) [23 September 2004]. "Adolphus Frederick, Prince, first duke of Cambridge". Oxford Dictionary of National Biography (英語) (online ed.). Oxford University Press. doi:10.1093/ref:odnb/169。 (要購読、またはイギリス公立図書館への会員加入。)